# 20-я гвардейская стрелковая дивизия

Мемориал, посвящённый военнослужащим 508-го стрелкового полка, 174-й стрелковой дивизии, защищавшей позиции Полоцкого УРа, в июле 1941 года, в районе деревни Гомель.

Дзержинка, монумент «Победа», в том числе и войнам 20 гв.сд, проспект Мира, 11 августа 2013 года.

20-я гвардейская стрелковая дивизия — гвардейское формирование (соединение, стрелковая дивизия) РККА и Советской Армии Вооружённых Сил СССР.
Принимала участие в Великой Отечественной войне. Боевые периоды: с 17 марта 1942 года по 15 января 1943 года и со 2 марта 1943 по 9 мая 1945 года. Полное действительное наименование, после окончания Великой Отечественной войны — 20-я гвардейская стрелковая Криворожская Краснознамённая ордена Суворова дивизия.

## История
Соединение сформировано в августе 1940 года в Уральском военном округе как 174-я стрелковая дивизия (174 сд). 17 марта 1942 года за боевые заслуги дивизии было присвоено почётное звание «Гвардейская» с получением нового войскового № она была преобразована в 20-ю гвардейскую стрелковую дивизию.

## 1942 год
В августе — сентябре 1942 года формирование в составе войск 31-й армии (31 А) Западного фронта участвовало в Ржевско-Сычёвской наступательной операции.
- 20 августа 169-й минометный полк переподчинился 31-й армии и занял боевые порядки на восточном берегу реки Визуза, поддерживая 20-ю гвардейскую стрелковую дивизию, которая входила в ударную группировку наступающую на Ржев с юго-востока. Поддерживал до 28 августа.

## 1943 год
В феврале 1943 года дивизия была переброшена на Юго-Западный фронт и вскоре включена в состав 4 гв. ск 6-й армии. Во взаимодействии с другими соединениями армии до июля вела оборонительные бои на Северском Донце. При освобождении Левобережной Украины с 29.07.1943 по 05.09.1943 в составе 1-й гвардейской армии, а с 06.09.1943 до 19.10.1943 в соединении 6 гв. ск в составе 1-й гвардейской армии Юго-Западного фронта прошло с боями около 220 километров (км), освободила свыше 100 населённых пунктов, в том числе Нижнеднепровск. 20.10.1943 года 20 гв.сд была передана в 26 гв. ск 46-й армии 3-го Украинского фронта, в составе которой форсировала реку Днепр в районе Сошиновка (12 км юго-восточнее Верхнеднепровска) и в течение ноября — декабря вела напряжённые бои на криворожском направлении.

## 1944 год
В рамках Днепровско-Карпатской стратегической наступательной операции (24 декабря 1943 — 17 апреля 1944 года) 20 гв.сд участвовала: в феврале 1944 года в Никопольско-Криворожской наступательной операции, в составе 46 А, а с 22 марта 37-й армии 3-го Украинского фронта в Березнеговато-Снигирёвской и Одесской наступательных операциях. Во взаимодействии с другими соединениями и частями 46-й и 37-й армий освободила город Кривой Рог (22 февраля), за проявленные мужество и героизм личного состава при освобождении города гв.сд было присвоено почётное наименование «Криворожская» (26 февраля 1944 года). Преодолев ожесточённое сопротивление противника, части дивизии 28 марта форсировали реку Южный Буг в районе Натягайловка (3 км западнее Вознесенска). Развивая наступление с захваченного плацдарма на р. Южный Буг, дивизия вышла в район ст. Раздельная, отрезав пути отхода группировке противника на юго-запад. За образцовое выполнение заданий командования в боях с немецко-фашистскими захватчиками в районе ст. Раздельная и проявленные личным составом доблесть и мужество дивизия была награждена орденом Красного Знамени (12 апреля 1944 года). 11 апреля дивизия вышла к реке Днестр и, с ходу форсировав реку в районе Копанки, захватила на противоположном берегу плацдарм, который прочно удерживала до начала наступления летом 1944 года.
Высокое боевое мастерство показали воины дивизии в Ясско-Кишинёвской наступательной операции. Прорвав подготовленную оборону противника южнее города Бендеры, дивизия в течение пяти дней с боями прошла свыше 130 км и 24 августа в районе Леово во взаимодействии с другими соединениями и частями 2-го и 3-го Украинских фронтов завершила окружение крупной группировки немецко-фашистских войск юго-западнее города Кишинёв, за что была награждена орденом Суворова 2-й степени (7 сентября 1944 года).
В начале сентября в составе 37 А 3-го Украинского фронта вступила на территорию Румынии и участвовала в её освобождении. 8 сентября в районе Сараджи перешла румыно-болгарскую границу и в составе войск 3-го Украинского фронта участвовала в освобождении Болгарии от гитлеровских оккупантов. После доукомплектования 18 ноября 1944 года была включена в состав 57 А (в которой действовала до конца войны) З-го Украинского фронта и принимала участие в Будапештской наступательной операции. В ходе этой операции в конце ноября во взаимодействии с 10-й гвардейской воздушно-десантной дивизией и 32-й отдельной гвардейской мехбригадой овладела городом Печ, 9 декабря вышла в район Марцали южнее озера Балатон.

## 1945 год
В марте 1945 года участвовала в Балатонской оборонительной операции, в которой во взаимодействии с другими соединениями и частями армии стойко отражала наступление группировки немецко-фашистских войск из района Надьбойама в направлении на Капошвар. В Венской наступательной операции 1945 года успешно действовала в направлении Надьканижа, Летенье.
Боевые действия закончила в районе города Грац.

## После войны
20-я гвардейская Криворожская Краснознамённая ордена Суворова стрелковая дивизия завершила свой боевой путь Великой Отечественной войны в Австрии, в составе 57-й армии 3-го Украинского фронта.
После войны, в связи с демобилизацией Союза ССР, вошла в состав Южной группы войск и преобразована в 25-ю гвардейскую Криворожскую Краснознамённую ордена Суворова механизированную дивизию (25 гв.мд, Полевая почта № 02806), штаб-квартира, Констанца, Румыния. Состав:
- управление;
- 80-й гвардейский механизированный полк;
- 81-й гвардейский механизированный полк;
- 82-й гвардейский механизированный полк;
- ??-й танковый полк;
- 89-й гвардейский Могилевский ордена Суворов тяжёлый танко-самоходный полк.

С 1957 года переименована, получив полное действительное наименование — 37-я гвардейская Криворожская Краснознамённая ордена Суворова танковая дивизия, в июле 1958 года убыла в Кривой Рог (Киевский военный округ).
С 1965 года — 17-я гвардейская танковая Криворожская Краснознамённая ордена Суворова дивизия (Кривой Рог). С 1991 года сокращённого состава. В сентябре 2003 года переформирована в бригаду.

## В составе
| Дата            | Фронт (округ)        | Армия                 | Корпус                             | Приданные части                    |
| --------------- | -------------------- | --------------------- | ---------------------------------- | ---------------------------------- |
| 01.04.1942 года | Калининский фронт    | 30-я армия            |                                    |                                    |
| 01.05.1942 года | Калининский фронт    |                       |                                    |                                    |
| 01.06.1942 года | Калининский фронт    | 31-я армия            |                                    |                                    |
| 01.08.1942 года | Западный фронт       | 31-я армия            |                                    |                                    |
| 20.08.1942 года | Западный фронт       | 31-я армия            |                                    | 169-й минометный полк до 28.8.1942 |
| 01.12.1942 года | Западный фронт       | 20-я армия            |                                    |                                    |
| 01.01.1943 года | Западный фронт       | 31-я армия            |                                    |                                    |
| 01.02.1943 года | Западный фронт       |                       |                                    |                                    |
| 01.03.1943 года | Резерв Ставки ВГК    |                       |                                    |                                    |
| 01.04.1943 года | Юго-Западный фронт   | 6-я армия             | 4-й гвардейский стрелковый корпус  |                                    |
| 01.08.1943 года | Юго-Западный фронт   | 1-я гвардейская армия |                                    |                                    |
| 01.10.1943 года | Юго-Западный фронт   | 1-я гвардейская армия | 6-й гвардейский стрелковый корпус  |                                    |
| 01.11.1943 года | 3-й Украинский фронт | 46-я армия            | 26-й гвардейский стрелковый корпус |                                    |
| 01.01.1944 года | 3-й Украинский фронт | 46-я армия            | 6-й гвардейский стрелковый корпус  |                                    |
| 01.04.1944 года | 3-й Украинский фронт | 37-я армия            | 6-й гвардейский стрелковый корпус  |                                    |
| 01.12.1944 года | 3-й Украинский фронт | 57-я армия            | 6-й гвардейский стрелковый корпус  |                                    |
| 01.04.1945 года | 3-й Украинский фронт | 57-я армия            | 64-й стрелковый корпус             |                                    |
| 01.05.1945 года | 3-й Украинский фронт | 57-я армия            | 6-й гвардейский стрелковый корпус  |                                    |

## Состав
- управление
- 55-й гвардейский стрелковый полк
- 57-й гвардейский стрелковый ордена Кутузова полк[3]
- 60-й гвардейский стрелковый полк
- 46-й гвардейский артиллерийский полк
- 15-й отдельный гвардейский отдельный истребительно-противотанковый дивизион
- 16-я гвардейская зенитная батарея (до 25.04.1943)
- 4-й гвардейский миномётный дивизион (до 11.10.1942)
- 25-я отдельная гвардейская разведывательная рота
- 26-й отдельный гвардейский сапёрный батальон
- 28-й отдельный гвардейский батальон связи
- 489-й (24-й) медико-санитарный батальон
- 23-я отдельная гвардейская рота химической защиты
- 544-я (32-я) автотранспортная рота
- 615-я (29-я) полевая хлебопекарня
- 587-й (27-й) дивизионный ветеринарный лазарет
- 301-я полевая почтовая станция
- 137-я полевая касса Госбанка[4]

- управление
- 216-й гвардейский танковый полк (Кривой Рог)
- 224-й танковый Минский ордена Красной Звезды полк[5] (Кривой Рог)
- 230-й гвардейский танковый Могилёвский Краснознамённый, ордена Суворова полк[5] (Кривой Рог)
- 256-й гвардейский мотострелковый ордена Кутузова полк[6] (Кривой Рог)
- 869-й гвардейский самоходный артиллерийский Краснознамённый полк[7] (Кривой Рог)
- 1069-й зенитный ракетный ордена Красной Звезды полк[7] (Кривой Рог)
- отдельный ракетный дивизион (Кривой Рог)
- 145-й отдельный разведывательный батальон (Кривой Рог)
- 812-й отдельный гвардейский батальон связи (Кривой Рог)
- 26-й отдельный гвардейский инженерно-сапёрный батальон (Кривой Рог)
- 1055-й отдельный батальон материального обеспечения (Кривой Рог)
- 129-й отдельный ремонтно-восстановительный батальон (Кривой Рог)
- 18-й отдельный медицинский батальон (Кривой Рог)
- 44-й отдельный батальон химической защиты (Кривой Рог)[8]

На вооружении находилось 104 танка Т-64, 15 БРМ-1К, 30 БМП-1, 12 БТР-70, 66 САУ 2С1 и 2С3, 2 орудия Д-30, 23 миномёта 2С12, 12 РСЗО «Град».

## Командование (период)

### Командиры дивизии
- Куценко, Александр Андреевич (17.03.1942 — 12.05.1942), гвардии полковник
- Дударев, Илья Фёдорович (13.05.1942 — 30.11.1942), гвардии полковник, с 27.11.1942 гвардии генерал-майор
- Тихонов, Пётр Яковлевич (03.12.1942 — 27.02.1944), гвардии полковник, с 29.01.1943 гвардии генерал-майор (в справочнике soldat.ru — Тиханов)
- Дрейер, Николай Михайлович (28.02.1944 — 19.03.1945), гвардии генерал-майор
- Иванищев, Георгий Степанович (20.03.1945 — 08.1945), гвардии подполковник
- Лещинин, Василий Андреевич (07.1945 — 10.1945), гвардии генерал-майор[10]
- Суанов, Станислав Николаевич (1985—1987), полковник
- Свида, Иван Юрьевич (1992—1994), полковник, с 21.08.1993 генерал-майор

### Заместители командира
- ??.09.1942 — ??.11.1942 гвардии полковник Полевик, Василий Алексеевич
- ??.12.1942 — ??.06.1943 гвардии полковник Галайко, Пётр Семёнович

### Командиры полков
Полками командовали:

#### 55 гв.сп
- Сипачев Александр Капитонович (00.03.1942 — 13.08.1942), погиб 13.08.1942
- Климов, Михаил Ильич (00.08.1942 — 07.03.1944)
- Мазур Степан Фёдорович (20.03.1944 — 22.04.1944)
- Тесленко Моисей Федотович (20.05.1944 — 07.10.1944)
- Еремин Иван Николаевич (07.10.1944 — 26.11.1944)
- Мухаметдинов Фасаф (26.07.1945 — 31.10.1945)

#### 57 гв.сп
- Колич Про (23.12.1942 — 22.09.1943), умер от ран
- Цорин Григорий Васильевич (04.07.1943 — 03.02.1944), ранен
- Пташкин Иван Фёдорович (07.02.1944 — 18.02.1944)
- Гугин Иван Андреевич (18.02.1944 — 12.04.1945)
- Таисов Николай Андреевич (24.04.1944 — 25.04.1944)
- Шеденко Семён Ильич (14.04.1945 — 31.10.1945)
- Берсанов Абеды Берсаевич (20.02.1942 — 21.031942), умер от ран

#### 60 гв.сп (быв. 628 сп)
- Галайко Пётр Семёнович (19.05.1942 — 24.02.1943)
- Цорин Григорий Васильевич (24.02.1943 — 04.07.1943(?))
- Халепа Андрей Трофимович (30.04.1943 — 07.03.1944)
- Тесленко Моисей Федотович (07.03.1944 — 25.04.1944)
- Макуха Иван Никифорович (15.04.1944 — 31.10.1945)

## Награды дивизии
- 26.02.1944 — Почетное наименование «Криворожская» — присвоено приказом Верховного Главнокомандующего № 042 от 26 февраля 1944 года в ознаменование одержанной победы и отличие в боях при освобождении Кривого Рога;
- 12.04.1944 —  Орден Красного Знамени — награждена указом Президиума Верховного Совета СССР от 12 апреля 1944 года за образцовое выполнение заданий командования в боях с немецкими захватчиками за освобождение города Раздельная и проявленные при этом доблесть и мужество.[11]
- 07.09.1944 —  Орден Суворова  II степени — награждена указом Президиума Верховного Совета СССР от 7 сентября 1944 года за образцовое выполнение заданий командования в боях с немецкими захватчиками при прорыве обороны противника южнее Бендеры, за овладение городом Кишинёв и проявленные при этом доблесть и мужество.[12]

Награды частей дивизии;
- 60-й гвардейский стрелковый ордена Кутузова[13] полк
- 46-й гвардейский артиллерийский Краснознамённый полк

## Отличившиеся воины
За годы войны свыше 17 тысяч воинов дивизии были награждены орденами и медалями, а 7 из них удостоены звания Героя Советского Союза.
| Награда | Ф. И.О                       | Должность                                                                  | Звание                    | Дата награждения      | Примечания                       |
| ------- | ---------------------------- | -------------------------------------------------------------------------- | ------------------------- | --------------------- | -------------------------------- |
|         | Гуренко Кузьма Иосифович     | стрелок 3-го стрелкового батальона 60-го гвардейского стрелкового полка    | гвардии ефрейтор          | 24 марта 1945 года    | погиб в бою 21 августа 1944 года |
|         | Кузнецов Георгий Степанович  | командир стрелкового взвода 55-го гвардейского стрелкового полка           | гвардии младший лейтенант | 13 сентября 1944 года |                                  |
|         | Гусев Александр Иванович     | пулемётчик ручного пулемёта 60-го гвардейского стрелкового полка           | гвардии ефрейтор          | 24 марта 1945 года    | погиб в бою 21 августа 1944 года |
|         | Олейнюк Клементий Карпович   | 2-й номер расчёта станкового пулемёта 60-го гвардейского стрелкового полка | гвардии младший сержант   | 13 сентября 1944 года | погиб 27 марта 1944 года         |
|         | Карпов Иван Петрович         | командир расчёта станкового пулемёта 60-го гвардейского стрелкового полка  | гвардии сержант           | 13 сентября 1944 года | погиб в бою 13 апреля 1944 года  |
|         | Корнейко Василий Харитонович | командир пулемётного взвода 60-го гвардейского стрелкового полка           | гвардии младший лейтенант | 13 сентября 1944 года | погиб 27 марта 1944 года         |
|         | Первухин Алексей Георгиевич  | командир пулемётного расчёта 60-го гвардейского стрелкового полка          | гвардии сержант           | 13 сентября 1944 года | погиб 27 марта 1944 года         |

 Кавалеры ордена Славы 3-х степеней:
- Бурганский, Алексей Михайлович, гвардии старший сержант, командир орудийного расчёта 46-го гвардейского артиллерийского полка.
- Васильев, Георгий Александрович, гвардии младший сержант, командир отделения 60-го гвардейского стрелкового полка.
- Зерщиков, Василий Андреевич, гвардии старший сержант, командир орудийного расчёта 46 гвардейского артиллерийского полка.
- Ларин, Владимир Сергеевич, гвардии рядовой, разведчик взвода пешей разведки 60 гвардейского стрелкового полка.
- Скиба, Степан Кузьмич, гвардии старший сержант медицинской службы, санитарный инструктор 60 гвардейского стрелкового полка.

## Память
- Мемориальная доска в городе Челябинск, улица Захаренко, дом № 13. Надпись: «ГЕРОЯМ 20-й ГВАРДЕЙСКОЙ КРИВОРОЖСКОЙ СТРЕЛКОВОЙ ДИВИЗИИ: ГУРЕНКО К. И., 1909—1945; КУЗНЕЦОВ Г. С., 1924—1981; ГУСЕВ А. И., 1920—1942; ОЛЕЙНЮК К. К., 1916—1944; КАРПОВ И. П., 1913—1944; ПЕРВУХИН А. Г., 1919—1944; КОРНЕЙКО В. Х., 1924—1944»[16];
- Памятный знак размещён на здании общеобразовательной средней школы № 3 Челябинска;
- Братская могила воинов дивизии, погибших при освобождении города Кривой Рог;
- Братская могила советских воинов (Зализничное).